# メン・イン・ブラックシリーズ
メン・イン・ブラック（Men in Black）シリーズは、元々アメリカの都市伝説であった「メン・イン・ブラック」を元にアメリカの作家ローウェル・カニンガムが描いたコミックを起源とする一連のSF作品で、映画、テレビアニメ、ビデオゲームなどのメディアで展開されている。同名の架空の非政府組織が、地球上の超常現象や異星人の活動を監視・規制する一方で、一般市民がその活動を知ることがないようにしているのが特徴である。

## コミック
オリジナルのコミック『The Men in Black』（en:The Men in Black (comics)）は、1990年と1991年に出版された。 メン・イン・ブラックは、地球上の超常現象（異星人、悪魔、モンスター、ゾンビ、ミュータントを含む）を監視および抑制する一方で、大衆にその出来事を知らせないようにする秘密組織。

## 映画シリーズ
1997年に公開された『メン・イン・ブラック』は、トミー・リー・ジョーンズがエージェントK、ウィル・スミスがエージェントJを演じ、バリー・ソネンフェルドが監督を務めた。この映画は商業的に成功し、9000万ドルの製作費で世界中で5億8700万ドルを稼ぎ、レビューサイトのRotten Tomatoesで91％の評価を得た。
続編である『メン・イン・ブラック2』は2002年に公開され、ジョーンズとスミスが再演した。この映画は興行的に成功し、世界中で4億4,100万ドルの興収を得た。しかし、前作ほど好意的に評価されず、Rotten Tomatoesでは、39％のスコアで評論家から平均的なレビューを受けた。
3作目の『メン・イン・ブラック3』は、2作目の公開から10年後の2012年5月25日に公開された。また、3Dで公開されたシリーズの最初の映画でもある。スミスとジョーンズが再演し、ジョシュ・ブローリンとジェマイン・クレメントが出演した。Rotten Tomatoesでは70％の評価を得た。
『メン・イン・ブラック3』でシリーズは完結したが、シリーズの今後について話し合いが行われた。ソネンフェルドは、『メン・イン・ブラック3』がMIBシリーズの完結作であると主張したが、再開の可能性は否定しなかった。バリー・ソネンフェルド、トミー・リー・ジョーンズ、ウィル・スミスは、『メン・イン・ブラック4』の可能性を見ていた。ジャンプストリート (Jump Street) とのクロスオーバーもソニーによって議論されたが、ジョーンズとスミスは出演しない予定だった。監督としてジェームズ・ボビンとの直接の話し合いも行われたが、このアイデアは2016年5月に白紙にされた。
2017年9月29日、ソニーは、2019年にリリースされるマット・ホロウェイ＆アート・マーカムの脚本を使ったスピンオフ映画を発表した。映画は『メン・イン・ブラック:インターナショナル』のタイトルで、監督はF・ゲイリー・グレイ、出演はクリス・ヘムズワースがエージェントH、テッサ・トンプソンがエージェントM、 リーアム・ニーソンがエージェント ハイT、エマ・トンプソンがエージェントOを演じた。

### メン・イン・ブラックの組織
映画に登場するメン・イン・ブラックは、地球上の地球外活動を監視および監視することに専念している秘密組織。メン・イン・ブラックは、1950年代半ばに米国で設立され、バルト人として知られる地球外生命体との接触に専念する小規模で資金不足の政府組織として始まった。彼らは当初ジョークと思われていたが、1961年3月2日、ニューヨーク市外でコンタクトがとられた。
地球を住む場所のないエイリアンへの政治的中立地域にすることを決定し、地球にやってきたエイリアンを隠蔽し、警戒する力になり、やがて政府との結びつきを消したため、質問に答えたり、外部の要求に応答する義務は持たない。創設メンバーは、7人のエージェントと、彼のガールフレンドに会いに行かなくなったアマチュア天文学者とティーンエイジャー。これが最後にエージェントKになり、後にエージェントのトップと見なされるようになり、エージェントの1人が彼のパートナーDになった。それ以来、Zをチーフとして、地球の一般市民をエイリアンから保護するためにMIBが続いている。その他の主なメンバーには、エージェントB、J、Lがいる。
MIBエージェントは、以前の生活とのすべてのつながりを断ち切り、以前のアイデンティティの痕跡をすべて消去する。彼らは、彼らを見た民間人の印象に残らないように特別に選ばれた黒いスーツを着ている。彼らの指紋やその他の固有の識別機能は消去され、市民の目撃者の記憶を消去するために使用するニューラライザーと、デバイスの影響から身を守るレイバンサングラスを支給される。彼らは、任務中に使用するためのさまざまなエイリアン兵器やその他の技術にアクセスできる。退職するエージェントは、MIBでの作業の記憶を消すために神経処理され、以前のアイデンティティを復元することができる。また、緊急時に退職したエージェントの記憶を復元できる「deneuralyzer」を所有している。
政府から連邦政府の資金を受け取らなくなったMIBは、エイリアンの持っていた技術を活用して脂肪吸引、電子レンジ、ベルクロなどを特許として販売して利益を得ている。彼らの標準的な出勤日は、37時間続くケンタウルス座時間に基づいており、そのうち16時間はエージェントが勤務する必要がある。彼らの主な拠点はニューヨーク市の504 Battery Drive。
メン・イン・ブラックは、アメリカ西部（ゾーン16）に1つ、移動式海底基地1つ、ロサンゼルス部門（The Agency）などに拠点がある。他の3人の創設メンバーはエージェントT、H、Qになった。アニメーションシリーズでは、アルファと呼ばれるエージェントがMIBの最初のトップであると言われていた。彼が悪党になった後、ゼッドがトップになった。映画の2作目、3作目が公開されたことにより、アニメシリーズのほとんどの部分がカノン（非正規）とされた。

### キャスト一覧
シリーズを通して登場するキャストやエージェントを主に扱う。
| 役名                                     | メン・イン・ブラック                  | メン・イン・ブラック2    | メン・イン・ブラック3                                 | メン・イン・ブラック インターナショナル |
| ---------------------------------------- | ------------------------------------- | ------------------------ | ----------------------------------------------------- | --------------------------------------- |
| エージェントK （ケビン・ブラウン）       | トミー・リー・ジョーンズ              | トミー・リー・ジョーンズ | トミー・リー・ジョーンズ ジョシュ・ブローリン（過去） |                                         |
| エージェントJ （ジェームズ・エドワーズ） | ウィル・スミス                        | ウィル・スミス           | ウィル・スミス カイエン・マーティン（過去）           |                                         |
| エージェントL （ローレル・ウィーバー）   | リンダ・フィオレンティーノ            |                          | ジェニファー・リエン →ジェニファー・マーティン        |                                         |
| エージェントZ                            | リップ・トーン                        | リップ・トーン           | チャールズ・ネイピア                                  |                                         |
| エージェントX                            |                                       |                          | デヴィッド・ラッシュ                                  |                                         |
| エージェントO                            | エマ・トンプソン アリス・イヴ（過去） | エマ・トンプソン         |                                                       |                                         |
| エージェント#1                           | ニック・キャノン                      |                          |                                                       |                                         |
| エージェント#2                           | ジェイ・ジョンストン                  |                          |                                                       |                                         |
| エージェント#3                           | ジョエル・マッキノン・ミラー          |                          |                                                       |                                         |
| エージェント#5                           | アンドレ・ブレア                      |                          |                                                       |                                         |
| エージェントF フランク（パグ犬）         | ティム・ブラニー（声）                | ティム・ブラニー（声）   |                                                       |                                         |
| エージェントT                            | パトリック・ウォーバートン            |                          |                                                       |                                         |
| エージェントD                            | 不明                                  |                          |                                                       |                                         |
| エージェントG                            | シド・ヒルマン                        |                          |                                                       |                                         |
| エージェントW （アンディ・ウォーホル）   |                                       | ビル・ヘイダー           |                                                       |                                         |
| エージェントAA                           | ウィル・アーネット                    |                          |                                                       |                                         |
| エージェントH                            |                                       | クリス・ヘムズワース     |                                                       |                                         |
| エージェントM                            | テッサ・トンプソン                    |                          |                                                       |                                         |
| エージェント ハイT                       | リーアム・ニーソン                    |                          |                                                       |                                         |
| エージェントC                            | レイフ・スポール                      |                          |                                                       |                                         |

## アニメシリーズ
アニメシリーズとして、『メン・イン・ブラック』（Men in Black: The Series、別題：メン・イン・ブラック・アニメーション・シリーズ）が、1997年から2001年まで4シーズン製作された。

## ビデオゲーム
最初のビデオゲームの『Men in Black: The Game』はWindows 95用に1997年にリリースされ、その後にPlayStation用がリリースされた。Gigawatt Studiosによって開発され、SouthPeak Interactiveによって公開されたこのゲームは、1997年の映画に大まかに基づいている。
『Men in Black: The Series』は1999年にゲームボーイカラー用にリリースされ、テレビアニメシリーズに基づいていた。2000年には続編の『Men in Black 2: The Series』が作られた。2001年、ゲームボーイアドバンス用に新たなバージョンの『Men in Black: The Series』がリリースされた。
『Men in Black: The Series – Crashdown』は、2001年の後半にPlayStation用にリリースされた。 2002年 、2作目の映画に部分的に基づいたビデオゲーム『Men in Black II: Alien Escape』がリリースされた。
『MIB: Alien Crisis』は、Activisionによって3作目の映画公開と同じ時期の、2012年5月にリリースされた。

## その他
映画でエージェントJを演じたウィル・スミスは、映画に基づいた曲「Men in Black」（メン・イン・ブラックより）と、「Black Suits Comin'」（メン・イン・ブラック2より）をリリースした。
「Men in Black: The Roleplaying Game」が、1997年にWest End Gamesによって公開された。
ユニバーサル・スタジオ・フロリダに同作をテーマとする「Men in Black: Alien Attack」が作られた